# Андронік III (імператор Трапезунда)
Андронік III (грец. Ανδρόνικος Γ΄ Μέγας Κομνηνός; бл. 1310 — 8 січня 1332) — 10-й імператор Трапезунда в 1330—1332 роках.

## Життєпис
Походив з династії Великих Комнінів. Старший син трапезундського імператора Олексія II і Дзяджак (доньки Бека I Джакелі, атабека Самцхе). Народився близько 1310 року. Втім про його діяльність до сходження на трон обмаль відомостей.
1330 року (між травнем і жовтнем) успадкував владу після смерті батька. Побоюючись змов наказав вбити молодших братів Георгія і Михайла. Ще одному брату імператора — Василю — вдалося втекти до Константинополя. Такі дії імператора викликали обурення знаті та військових, які в низки областях держави повстали. Зрештою у січні січня 1332 року Андроник III був убитий (за іншими, більш переконливими відомостями помер під час епідемії чуми). Його володарювання тривало 20 місяців. Владу спадкував позашлюбний син загиблого — Мануїл II.